# 高延
扬·雅各布·马里亚·德赫罗特（荷蘭語：Jan Jakob Maria de Groot，1854年2月18日—1921年9月24日），汉名高延，荷兰汉学家和宗教史学家。

## 生平
他1854年出生在荷兰，曾先后任教于莱顿大学和柏林洪堡大学，其名著《The Religious System of China, Its Ancient Forms, Evolution, History and Present Aspect, Manners, Customs and Social Institutions Connected Therewith》影响较大。

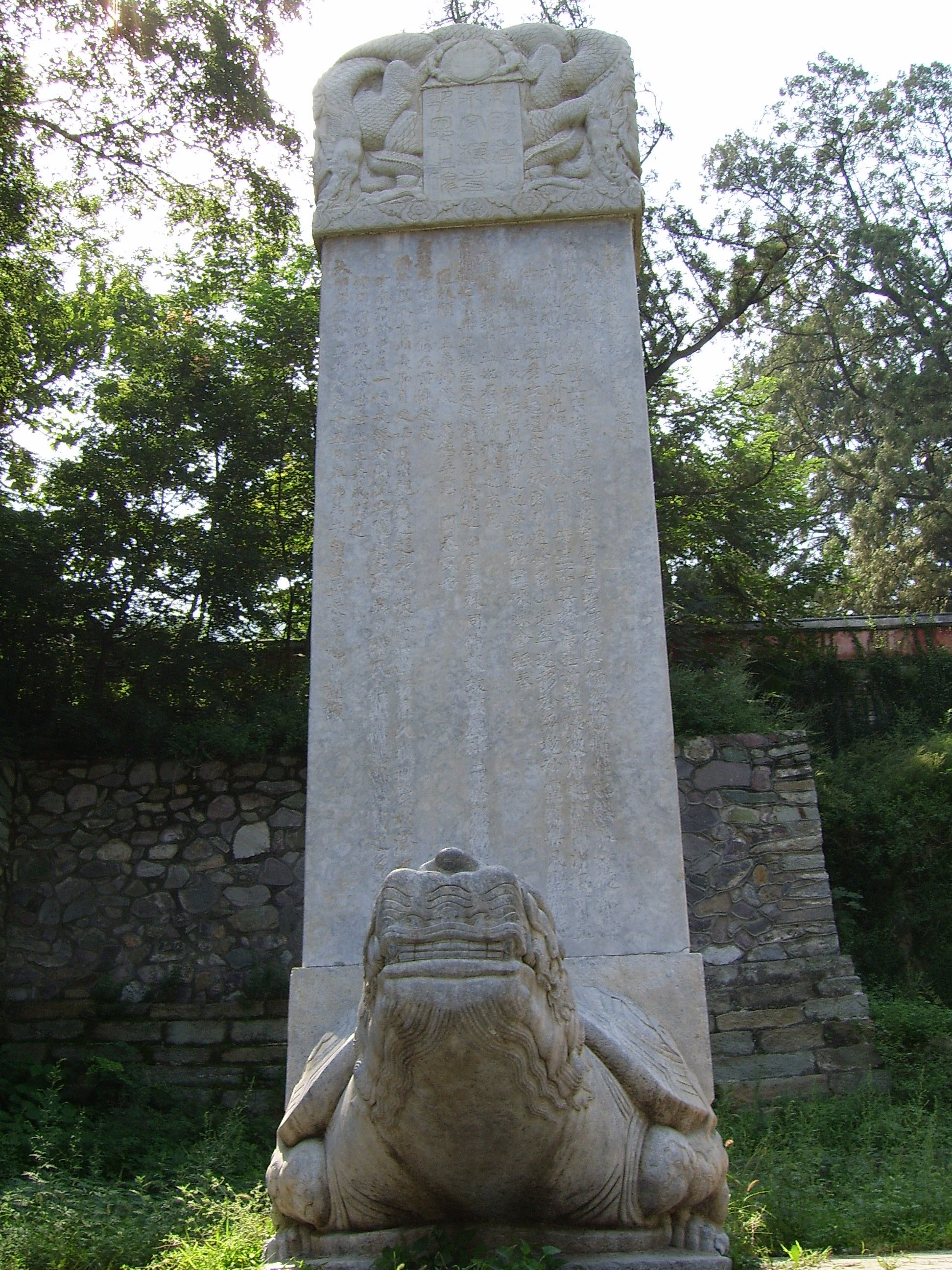
在Religious System of China所含的众多课题中，高延对中国墓碑及驮碑的赑屃的研究十分细致。图为北京香山公园的一座碑和赑屃